# Brendan Saye
Brendan Saye (* um 1990 in Vancouver) ist ein kanadischer Balletttänzer. Er war von 2008 bis 2022 Mitglied des National Ballet of Canada, davon seit 2019 als Principal Dancer. Seit der Spielzeit 2022/23 ist er als Erster Solotänzer Teil des Wiener Staatsballetts.

## Leben und Wirken
Brendan Saye absolvierte seine Ausbildung an der Canada’s National Ballet School und wurde 2008 Tänzer am National Ballet of Canada in Toronto und wurde 2019 zum Principal Dancer befördert. Mit der Spielzeit 2022/23 wechselte er unter Martin Schläpfer als Erster Solotänzer an das Wiener Staatsballett. Seine Debüt an der Staatsoper gab er als Prinz Désiré in Schläpfers Uraufführung zu Dornröschen.
Im Zuge des Neujahrskonzerts der Wiener Philharmoniker 2024 war er zur Musik von Wiener Bürger von Carl Michael Ziehrer auf Schloss Rosenburg zu sehen.

## Repertoire als Tänzer (Auswahl)
- Albrecht in Giselle (Choreographie: Peter Wright)
- Siegfried in Schwanensee (Choreographie: Marty Kudelka)
- Prinz Florimund in Dornröschen (Choreographie: Rudolf Nurejew)
- Oberon in The Dream (Choreographie: Frederick Ashton)
- Romeo und Tybalt in Romeo and Juliet (Choreographie: Alexei Ratmansky)
- Lewis Carroll/Weißes Kaninchen in Alice’s Adventures in Wonderland (Choreographie: Christopher Wheeldon)
- Polixenes in The Winter’s Tale (Choreographie: Christopher Wheeldon)
- Titelrolle in Apollo (Choreographie: George Balanchine)
- Karenin in Anna Karenina (Choreographie: John Neumeier)
- Ein Mann in Four Seasons (Choreographie: Marty Kudelka)
- Titelrolle in Onegin (Choreographie: John Cranko)
- Herzog Albrecht in Giselle (Choreographie: Elena Tschernischova)
- Espada in Don Quixote (Choreographie: Rudolf Nurejew)
- Armand Duval in Die Kameliendame (Choreographie: John Neumeier)

## Auszeichnungen
- 2008: Peter Dwyer Award
- 2008: Christopher Ondaatje Prize
- 2012: Patron Award of Merit beim Erik-Bruhn-Preis